# Parque Anchieta
Parque Anchieta é um bairro da Zona Norte do município do Rio de Janeiro.
Faz limites com Ricardo de Albuquerque, Anchieta, Vila Militar e Realengo. Ao norte, faz limite com o bairro Cabral, já no município de Nilópolis.
Seu IDH, no ano 2000, era de 0,833, o 66º melhor do município do Rio de Janeiro.

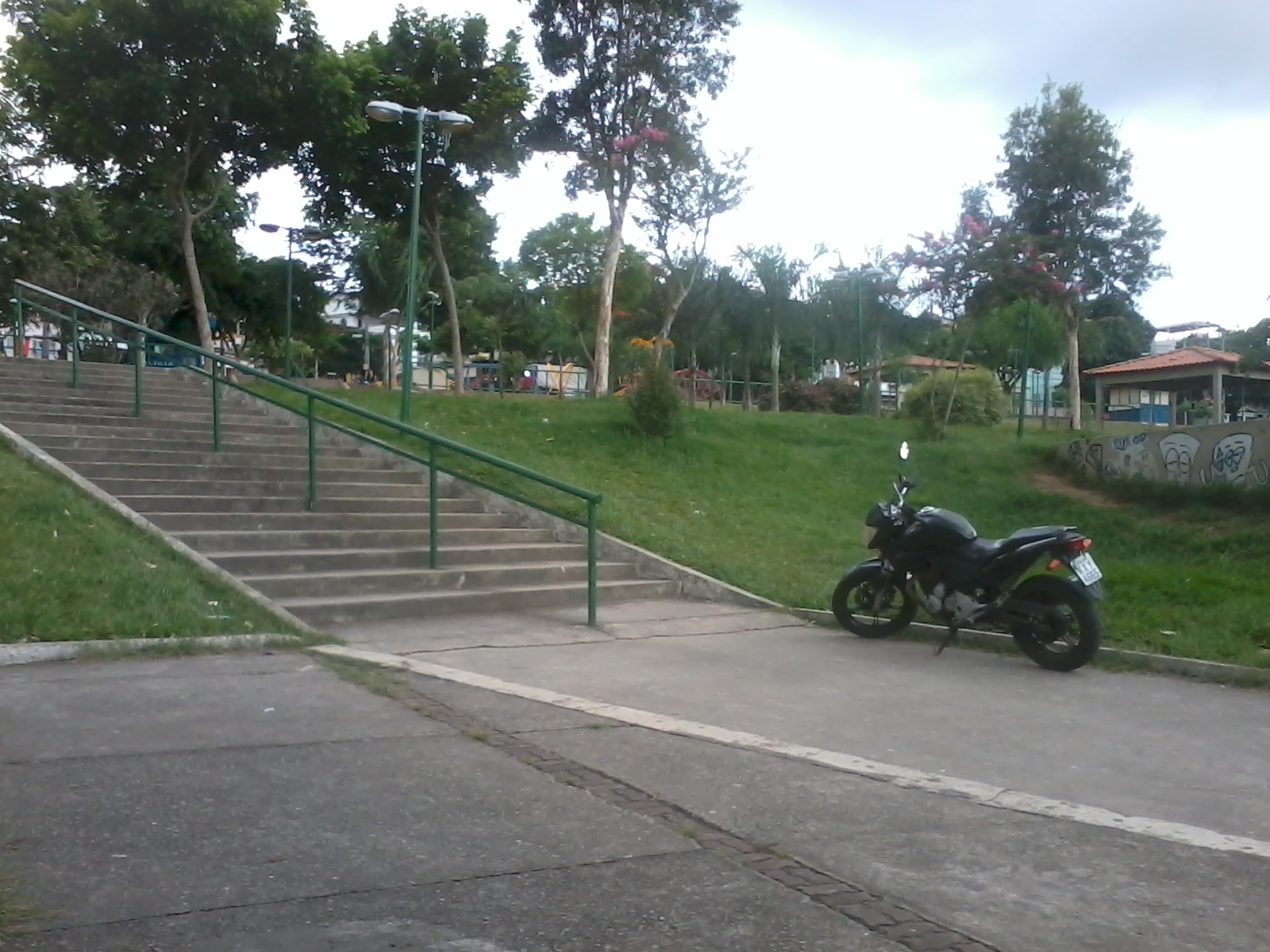
A Praça Granito, conhecida como a maior praça do subúrbio carioca, se localiza no bairro.

É uma extensão natural do bairro de Anchieta, conseguindo sua autonomia em 1981. É um bairro pouco conhecido, e com caráter residencial.

## História
Limita-se com Anchieta, Ricardo de Albuquerque, Vila Militar e Realengo, além de se limitar com o município de Nilópolis.
Pertence ao município do Rio de Janeiro. A maior praça do subúrbio carioca se localiza neste bairro: a Praça Granito. Devido ao clima agradável, D. Pedro II queria construir no bairro um sanatório para tratamento de tuberculosos. Metade do bairro está na Zona Norte, e outra metade na Zona Oeste.
A partir de Baixada Fluminense, Anchieta é o primeiro bairro do Rio de Janeiro, e uma de suas principais portas de entrada.
Um dos maiores assentamentos de sem-teto do Rio de Janeiro foi realizado na região (Pqe. Esperança/ Tiradentes/ Final Feliz).
A origem verdadeira do Bairro se dá após o Loteamento de uma parte de Anchieta ainda não habitada que ocorreu na Década de 60 e 70 pelo Banco Lar Brasileiro. Por se tratar de uma nova parte de Anchieta, foi desmembrado e recebeu o nome de Parque Anchieta. 
A passagem de pedestres (ou simplesmente o túnel de Anchieta) foi inaugurada pelo então presidente Getúlio Vargas no início da década de 50.
Diz-se que havia na região da praça Itanhomi (Anchieta) um grande cemitério indígena, daí a origem dos nomes de grande parte das ruas da região (Aiacá, Aiúba, Juarana, Cracituba, Aripuá, Japoara, Araçá, etc.)
A nascente do Rio Pavuna se localiza na área militar do Gericinó, nas divisas entre Anchieta, Realengo e Nilópolis.
O bairro habita a tradicional Paróquia de Jesus Bom Pastor (próxima a Praça Granito), além da Paróquia de São Francisco de Assis muito atuante na região,ambas foram capelas da Paróquia Nossa Senhora das Dores e São Judas Tadeu em Anchieta.
O Parque Anchieta é um dos poucos bairros do subúrbio com expectativa de vida maior que a média do município (66,6 anos).

## Dados
O bairro de Parque Anchieta faz parte da região administrativa de Anchieta. Os bairros integrantes da região administrativa são: Anchieta, Guadalupe, Parque Anchieta, Ricardo de Albuquerque.